# Бут, Лорен
Лорен Бут (при рождении — Сара Бут, род. 22 июля 1967 года) — английская журналистка, политическая активистка. Невестка (сестра жены) бывшего британского премьер-министра Тони Блэра. В настоящее время работает на иранском англоязычном телеканале Press TV.

## Биография

### Семья
Лорен Бут — сестра Шери Блэр, и шестая дочь актера Энтони Бута; её мать — Памела Смит (Коэн). Она замужем за актере Крэйге Дарби, у пары двое детей, Александра и Холли. Её мать была еврейка, но Лорен не воспитывалась как иудейка.

### Журналистская карьера
Как журналистка, Бут писала для изданий «New Statesman», «Mail on Sunday», «Sunday Times» и «Daily Mail». Она — активный противник войны в Ираке и сторонник коалиции Stop the War; член организаций Woodcraft Folk, Работники СМИ Против войны и Национальный союз Журналистов. Она была соведущей публичной шоу-дискуссии на Би-би-си «Have I Got News For You» и диктором на радио и телевидении. Она пишет колонки и статьи, главным образом для Mail on Sunday. Она регулярно комментирует британские газеты по телевидению для Sky News, BBC One и BBC News 24.
В 2005 и в 2006 годах Бут посещала Западный берег реки Иордан, где она взяла интервью Махмуда Аббаса.
В 2010 году Бут стала вести программу In Focus на британском канале Islam Channel и программу Between The Headlines на иранском канале Press TV. В настоящее время ведет программы Remember Palestine и Diaspora.
В июне 2011 года, Бут стала патроном правозащитной организации (англ. Cageprisoners).

### Реалити ТВ
В 2006 году она была участницей реалити-шоу ITV, I’m a Celebrity… Get Me Out of Here! («Я — Знаменитость… вытащите Меня Отсюда!»), полученные деньги она пожертвовала в фонд поддержки палестинцев Interpal.

### Поддержка сектора Газа
В августе 2008 года судном из Кипра она направилась в Сектор Газа, наряду с 46 другими активистами, чтобы привлечь внимание к блокаде Сектора Газа и чтобы доставить слуховые аппараты и воздушные шары школе для глухих детей в Секторе Газа. Бут некоторое время пробыла в Секторе Газа, и в результате ей было отказано во въезде в Израиль и в Египет. Она сказала, что, отнимая у неё право покинуть Сектор Газа и возвратиться в её родную страну, Израиль нарушал Статью 13 Декларации Прав Человека относительно свободы передвижения. Бут заявила, что она полагает, что «ситуация в Секторе Газа — гуманитарный кризис в масштабе Дарфура» и назвала Сектор Газа «самым большим концентрационным лагерем в мире». Позже она получила палестинский паспорт вип-лица от Премьер-министра Палестинской автономии, члена движения Хамас, Исмаила Хании. Таким образом она уехала из Сектора Газа через египетский Рафах 20 сентября 2008 года.

### Переход в ислам
23 октября 2010 года она появилась в эфире канала Islam Channel в широком мусульманском платье и хиджабе, объявив: «Меня зовут Лорен Бут, и я — мусульманка». Она объяснила, что она перешла в Ислам в середине сентября 2010 года, после её посещения шиитского священного места, гробницы Фатимы аль Масуме в иранском городе Кум. Во время разговора по телефону с журналистом египетской газеты «аль-Кудс» Бут опровергла информацию о принятии ею шиизма, подчеркнув, что она приняла ислам, а не шиизм. Приняв ислам, она перестала есть свинину, пить алкогольные напитки. Ежедневно читает Коран и не исключает возможность того, что может надеть никаб.